# Kriszten Rafael
Kriszten Rafael (Kőrösbánya, 1899. november 19. – Budapest, 1952. szeptember 15.) ferences szerzetes, a kommunista diktatúra áldozata, a hét ferences vértanú egyike.

## Szerzetesi működése
1941–46 között a Margit körúti (Budapest) ferences rendház tagja, aki a vészkorszak idején tevékeny szerepet játszott a zsidóság mentésében. Megszervezte az üldözött zsidók felvételét a katolikus egyházba, mellyel sokak életét megmentette. A második világháború 1945-ös befejezése után a szegény lakosság számára ingyenkonyhát nyitott a fővárosban, melyet a rendházban hozott létre.
1949-ben már betegen került a hatvani rendház élére. 1950. június 19-én hurcolták el innen a hatóságok a szerzetesek deportálása keretében. Ebben az esetben a teherautók nem deportálásra jöttek, hanem más rendházakból hoztak piarista atyákat, illetve szalvátor nővéreket. A hatvani lakosság azonban deportálástól tartva a rendház elé vonult. A rendőrség a tömeg feloszlatását követelte Rafael atyától, melyet nem sikerült végrehajtania (de megpróbálta). Még aznap éjjel a politikai rendőrség jelent meg a rendháznál, és a ferences atyákat véresre verték, majd az Andrássy út 60-ba szállították.
A következő évben, 1951. május 26-án a bíróság a demokratikus államrend megdöntésére irányuló szervezkedés vádjával életfogytiglani börtönre ítélte. A Conti utcai börtönben hunyt el 1952. szeptember 15-én, embertelen körülmények között.

## Emlékezete
Hatvanban utca viseli a nevét (P. Kriszten Rafael utca).
A katolikus egyház erényes és érdemekben gazdag életútja miatt kezdeményezte boldoggá avatását hat ferences vértanú társával együtt (Körösztös Krizosztom, Kovács Kristóf, Hajnal Zénó, Kiss Szaléz, Lukács Pelbárt és Károlyi Bernát). 2011. november 27-én Erdő Péter bíboros beindította a boldoggá avatásához szükséges egyházmegyei vizsgálatot.